# Benito Guerra Jr.
Benito Iván Guerra Latapí (Estado de México, 25 de marzo de 1985) es un piloto de rally participante del Campeonato Mundial de Rally (WRC por su siglas en inglés). Actualmente es miembro de la Escudería Telmex. Pertenece a una familia de automovilistas. Es hijo de Benito Iván Guerra Silla, corredor de autos vintage y de rally. Su hermana Mercedes es piloto de rally y cofundadora de un equipo de mujeres rallistas en México
Para diferenciar sus carreras deportivas, Guerra Latapí es nombrado Benito Guerra Jr. y su padre Benito Guerra Sr.
Inició su carrera deportiva desde temprana edad y en 2004 inició su participación en el Campeonato Mexicano de Rally, del cual fue campeón nacional en las temporadas 2006 y 2007. Después de formar parte del equipo TP Motorsport, inició su propio equipo llamado Guerra Jr. A finales de 2011 fue invitado por el equipo Ralliart Italia para participar con ellos en el PWRC y ser parte del equipo
En la temporada 2012 Guerra Jr. obtuvo el campeonato mundial PWRC (nombre del campeonato WRC2 en ese año) con 109 puntos.
Originalmente iniciaría la temporada 2013 participando en el Rally de Suecia a bordo de un Citroën DS3 WRC del equipo privado PHSport; sin embargo, será a partir del Rally México cuando inicie su participación en el campeonato como parte del equipo Citroën Racing, con el cual correrá inicialmente las temporadas 2013 y 2014 del WRC.

## Trayectoria

### Inicios
Guerra Jr., tuvo el primer contacto con el deporte motor a los siete años de edad cuando le fue regalada una motocicleta Carabela con la que acompañaría a su padre a sus prácticas de enduro. Durante su niñez jugó béisbol en la Liga Maya con resultados sobresalientes, aunque su preferencia por el deporte motor lo llevó a dejar el bate y los diamantes.
A la edad de nueve años aprendió a conducir automóviles y también participó en una prueba de motociclismo con una Kawasaki KX60. Esta influencia y apoyo iniciales para el desarrollo de su carrera en el deporte motor los obtuvo de su padre, quien es piloto de autos tipo vintage, como los usados en la Carrera Panamericana y es participante ocasional en el Campeonato Mexicano de Rally.
En 1997, a la edad de 12 años, Guerra Jr., acompañó a su padre como copiloto en el Serial Vintage durante el Rally Clásico Morelos, donde alcanzaron el segundo lugar de la categoría 8 cilindros a bordo de un Mustang 1968.
En el mismo año, Guerra Sr., le preparó un Datsun 510 a su hijo, con el que éste comenzó su participación amateur en Serial Vintage. Unos años más tarde, en 2003, Guerra Jr. obtuvo cuatro primeros puestos en los autódromos de Pachuca (en dos ocasiones), Centro Pegaso y Aguascalientes y dos terceros, en los autódromos Centro Pegaso y de Querétaro. Estos resultados le permitieron coronarse campeón del Serial Vintage en la categoría E.
Por esa razón, el mismo año participó en la Carrera Panamericana al lado de su padre, asistiéndolo como copiloto. En el tramo conocido como Mil Cumbres, Guerra Sr., le permitió a su hijo conducir el automóvil por las 438 curvas del tramo. Esta experiencia de competencia en carretera fue el impulso de Guerra Jr., para decidirse por los rallies sobre las competencias de pista, aun cuando esta decisión no fue bien recibida por su familia originalmente.

### Campeonato Mexicano de Rally
En la temporada 2004 Guerra Jr. comenzó su participación en el Campeonato Mexicano de Rally en la categoría A7. Su primera carrera fue en el Rally Cañadas, parte del Campeonato Regional, a bordo de un Tsuru GSR, pero tuvo que abandonarlo por un accidente sufrido en el inicio de la competición. Su primera participación en el Campeonato Nacional fue en el Rally Sierra Brava de ese mismo año. En esa temporada obtuvo el segundo lugar en el Rally 24 Horas y en el Rally de la Media Noche; al final del Campeonato alcanzó el tercer lugar general de la categoría.
En la temporada 2005 su desempeño en la categoría N7 le permitió terminar la temporada como Campeón de la Copa Clío de Rally y como tercer lugar absoluto del Campeonato Nacional.
Guerra Jr. obtuvo su primer triunfo absoluto en el campeonato al ganar el Rally de Infiernillo en la temporada 2006; adicionalmente obtuvo los triunfos absolutos en los rallies Reto a las Alturas, Montañas, Media Noche y Acapulco. En el Rally 24 Horas alcanzó el segundo lugar y en el Rally Sierra Brava, el cuarto. Con esos resultados, Guerra Jr. alcanzó el campeonato nacional y, al mismo tiempo, entró en la historia del rally en México como el piloto más joven en alcanzar el título. En esta temporada Guerra Jr. corrió con el equipo TP Motorsport, el cual consiguió el bicampeonato con su triunfo, ya que un año antes lo había conseguido de la mano de Carlos Tejada. Casi al final de la temporada, Jaime Lozano, copiloto de Benito Guerra, tuvo que abandonar el campeonato y su lugar lo ocupó el argentino Marcelo Brizio.
Para la temporada 2007 Guerra Jr. fue separado de su equipo por falta de acuerdo en sus prestaciones económicas, lo que supuso su salida del campeonato, pero decidió crear su propio equipo, Guerra Jr., con el que obtuvo casi un récord perfecto, ya que ganó 6 de las 7 fechas del campeonato en los rallies de Irapuato, Reto a las Alturas, 24 Horas, Sierra Brava, Mil Cumbres y Acapulco. Su única diferencia fue el segundo lugar en el Rally de la Media Noche. Con esos resultados, y después de una temporada muy competida contra Rodrigo Ordóñez, Benito Guerra obtuvo el bicampeonato nacional; su copiloto en esa temporada fue Sergio González Jr.
Sus últimas participaciones en el Campeonato Nacional habían sido en la temporada 2008, cuando participó en los rallies Oaxaca y Acapulco. Sin embargo, en 2012 compitió en el Rally de Media Noche como parte de su preparación para el Rally de Alemania del PWRC.

### Campeonato de España

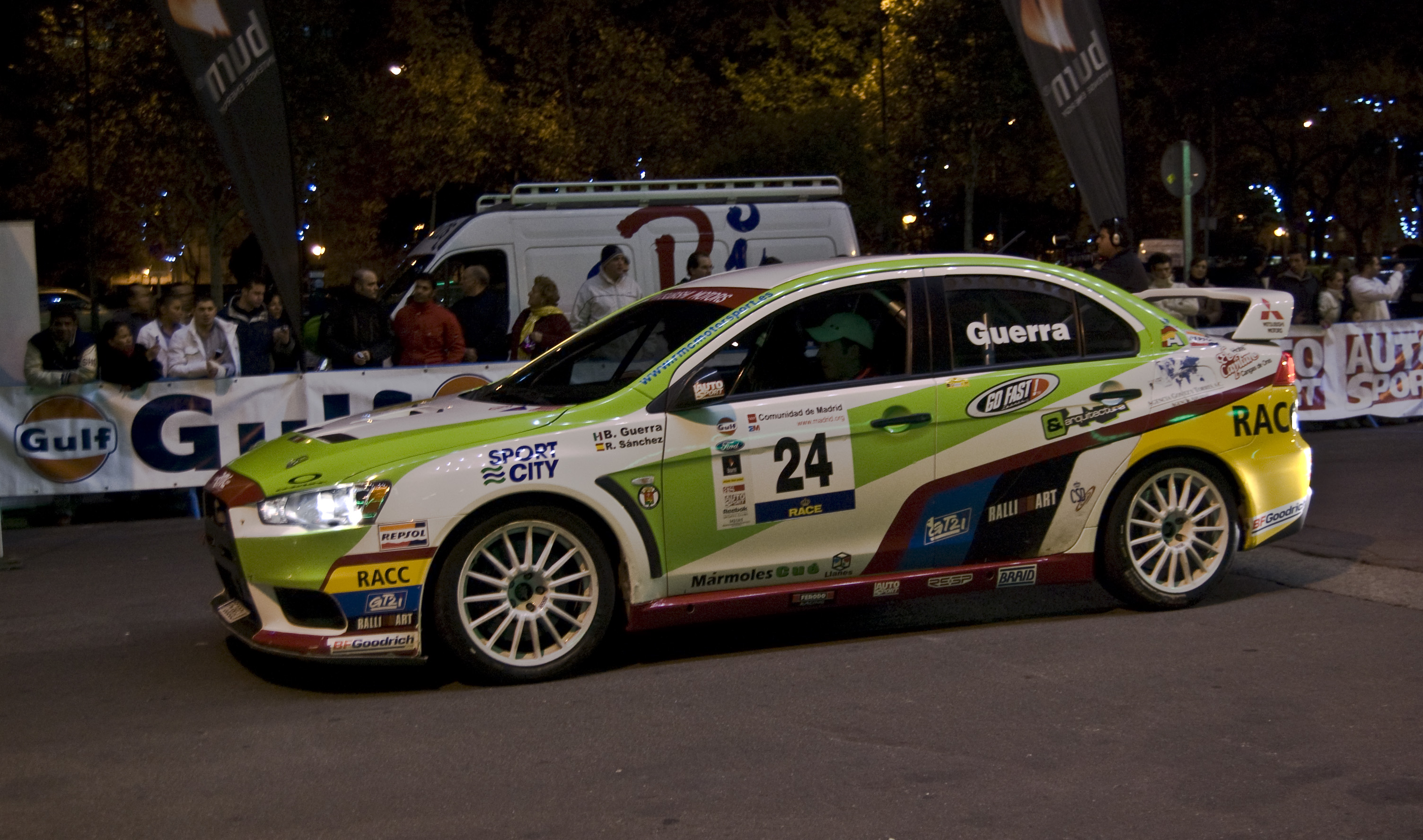
Guerra Jr. en el Rally Shalymar de 2009.

El Rally de Cabanas 2007 fue la primera participación de Guerra Jr. en España, donde obtuvo el noveno lugar general, aunque en el décimo tramo, a pesar de las fallas mecánicas en su auto, se había colocado en la tercera posición, por detrás de Dani Solá y Joan Vinyes.
En la temporada 2008 del Campeonato de España de Rally de Tierra, Guerra Jr. participó con Gabriel Suárez como copiloto, ya que Sergio González no pudo asistirlo por motivos diversos. Guerra Jr. concluyó la temporada ocupando el segundo lugar del Grupo N con 83 puntos.
En la temporada 2009, Guerra Jr. participó en la Copa Producción Rally Racing (o Copa RMC), organizada por RMC Motorsport y apoyada por la RFEDA, el RACC y Ralliart España (estos dos últimos eran los promotores de Guerra Jr en España). La prueba requirió que los competidores participaran tanto en pruebas del Campeonato de Asfalto como del Campeonato de Tierra y, al final de la temporada, Guerra Jr. obtuvo el primer lugar de la misma. La estructura participativa de la Copa le permitió a Guerra Jr. también obtener el cuarto lugar general del Campeonato de Rallies de Tierra, el primer lugar del Grupo N, el primer lugar de la categoría de Producción, el cuarto de la Copa Mitsubishi EVO Cup Tierra y, en última instancia, el lugar 51 del Campeonato de Asfalto y el lugar 21 del Grupo N del mismo campeonato.
En la temporada 2010 se proclamó ganador del Campeonato de España de Rally de Tierra al triunfar en la última prueba del calendario y acumular 217 puntos. Adicionalmente obtuvo el primer lugar de la Mitsubishi EVO Cup Tierra. Esta fue su última temporada en España, ya que a partir del 2011 solo participó en el PWRC.

#### NACAM Rally
Guerra Jr. participó en el NACAM Rally en 2008 culminando la temporada con el primer lugar del Grupo N y el segundo general. En 2009 también participó en este campeonato.

#### Pirelli Star Driver Shoot Out
En 2008 participó en la competencia Pirelli Star Driver Shoot Out como representante de la región NACAM. En esta competencia se seleccionaron dos pilotos para participar directamente en el WRC; sin embargo, Guerra Jr. culminó su participación ocupando el octavo lugar entre diecisiete participantes.

### Competiciones internacionales

#### Campeonato Mundial de Rally (WRC)

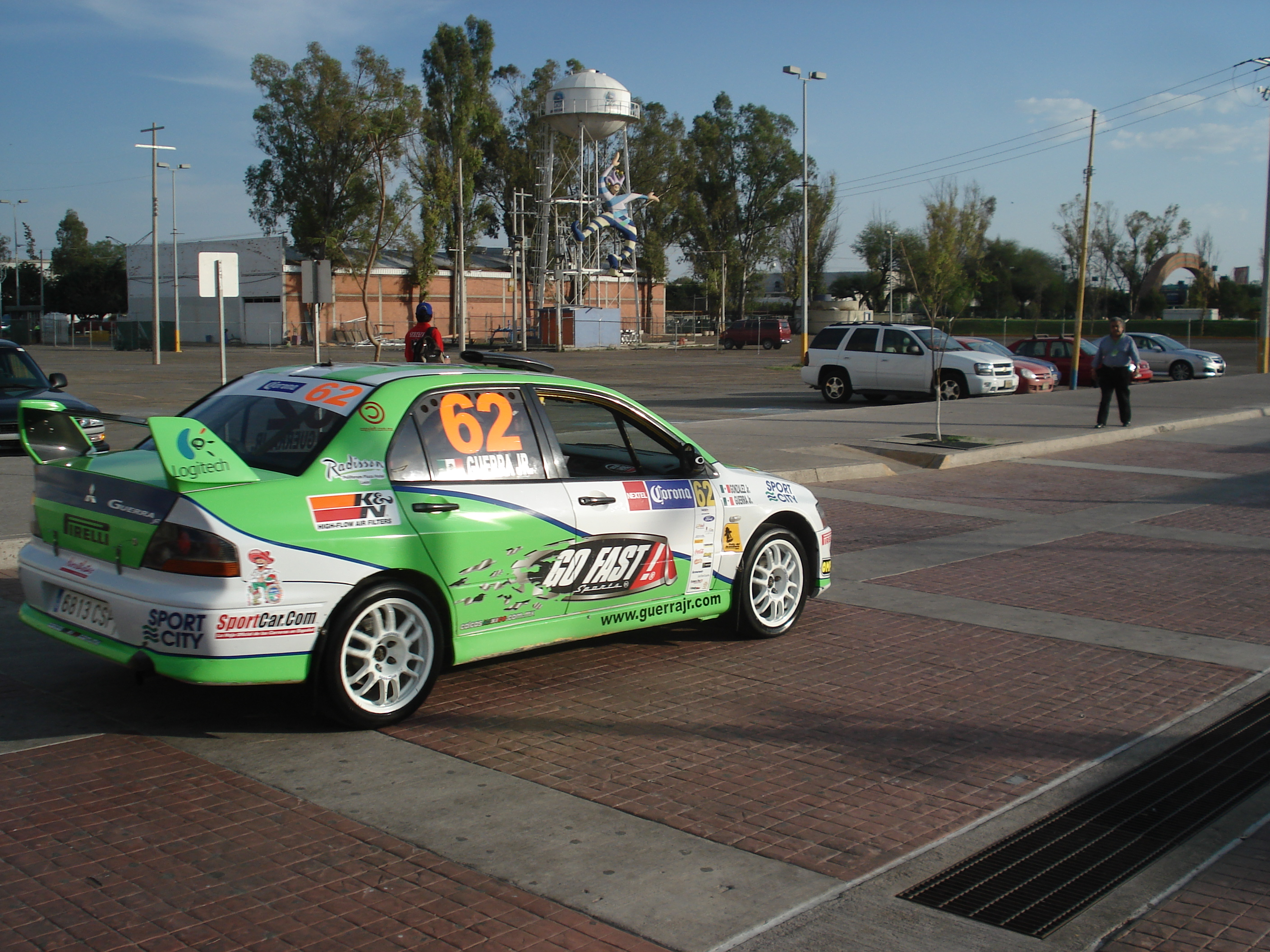
Guerra Jr. en el área de servicio del Rally México de 2008.

Benito Guerra Jr. tuvo su primera participación internacional de rally en el Rally México de 2006 en la categoría N4, donde alcanzó el lugar 26 de la tabla general con un tiempo acumulado de 05 h 01 m 02.3s. En la temporada 2007 participó en el Rally de Argentina, donde no pudo terminar debido a un accidente, y repitió su participación en el Rally México, el cual también abandonó.
De las temporadas 2008 a 2012 participó nuevamente en el campeonato obteniendo diferentes posiciones, siendo la mejor de ellas la novena posición obtenida en el Rally de Australia de 2011, lo que le colocó en el lugar 26 de la tabla general final del campeonato.
En 2013 iniciaría su participación en el Rally de Suecia con el equipo privado PHSport; sin embargo, se ha confirmado que iniciará su participación en el campeonato en el Rally México con el equipo Citroën Racing, con el cual trabajará inicialmente dos temporadas.
En su primera participación en el WRC, Guerra Jr. terminó el Rally México en el octavo lugar, consiguiendo sus primeros cuatro puntos para el campeonato.

#### Campeonato Mundial de Rally de Automóviles de Producción (PWRC)
Guerra Jr., participó por primera vez en el PWRC compitiendo únicamente en el Rally México, donde obtuvo el cuarto lugar general con un tiempo de 4h 23m 23.8s. Con ese resultado obtuvo 12 puntos, los cuales le permitieron concluir en la posición 18 del campeonato.
En la temporada 2011 participó con un nuevo copiloto, el madrileño Borja Rozada, con quien también corrió en la temporada siguiente. Guerra Jr. finalizó el año ocupando la sexta posición del campeonato con 47 puntos. Su mejor lugar en la temporada fue el tercer puesto alcanzado en España, el cual representó su primer podio en la categoría.
En el 2012, Guerra Jr., y Borja Rozada ganaron en la categoría de producción los rallies de México, Argentina y España y ocuparon el segundo lugar en el de Alemania. Estos resultados le permitieron a la dupla méxico-española obtener el Campeonato Mundial de PWRC con 109 puntos sobre el dúo argentino de Marcos Ligato y Rubén García, quienes obtuvieron 88 puntos.
Con el triunfo del PWRC Guerra Jr., se convirtió en el primer piloto de rally mexicano de la historia en obtener un campeonato mundial, así como en el segundo mexicano en obtener un título del mundo de automovilismo deportivo avalado por la FIA. Hasta entonces, solo Pedro Rodríguez había sido el único en conseguirlo cuando lo hizo en 1970 y en 1971 con el equipo JW-Gulf-Porsche dentro del Campeonato Mundial de Resistencia.

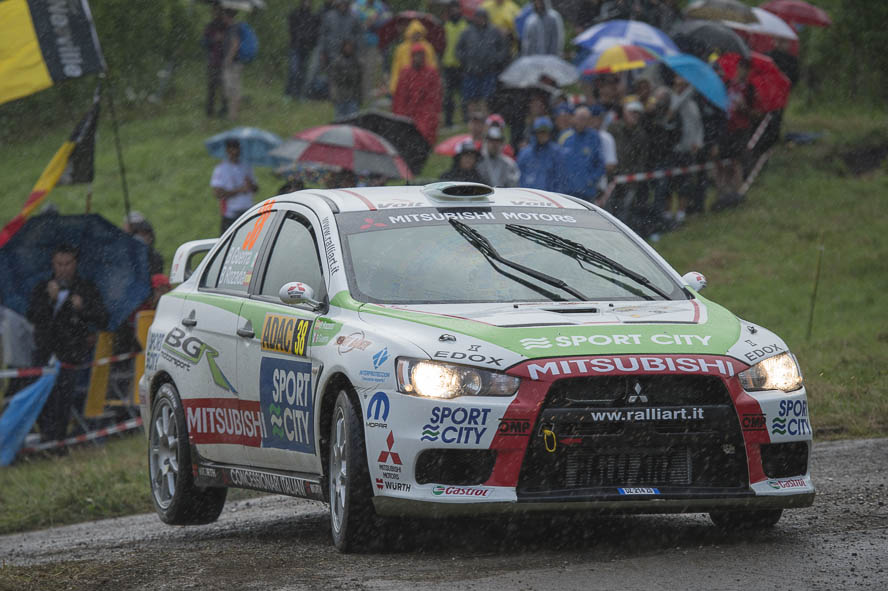
Guerra en el Lancer Evo X durante el rally de Alemania de 2012, 2° lugar en la categoría PWRC.

#### Race of Champions
2012
En su calidad de campeón del PWRC del 2012 Guerra Jr. fue invitado a participar en la 25.ª edición de la Carrera de Campeones, efectuada del 14 al 16 de diciembre en Bangkok, donde formó parte del equipo Team Americas con Ryan Hunter-Reay, campeón de la temporada 2012 de la serie IndyCar. Guerra Jr. Terminó la competencia con un récord de 2 triunfos y una derrota en la Copa de Naciones y su eliminación en el Campeón de Campeones.
2019
En la vigésima novena edición de la Race of Champions el rallista mexicano Benito Guerra Jr., se sube a lo más alto del podio al derrotar por 2-0 en la final al francés Loïc Duval en el Foro Sol de la Ciudad de México y rompe los pronósticos con una contundente victoria al ganador de las 24 Horas de Le Mans 2013 y Campeón del Mundial de Resistencia 2013. En su camino a la gran final Guerra eliminó a pilotos de la talla de Sebastian Vettel, Pierre Gasly, Daniel Suárez, Esteban Gutiérrez, entre otros. Por su parte Duval eliminó al nueve veces ganador de Le Mans Tom Kristensen y al campeón 2018 de Indy Lights Patricio O'Ward

## Resultados

### Participaciones en el Campeonato Mundial (WRC)
| Año  | Equipo                   | Vehículo                   | 1       | 2       | 3      | 4       | 5      | 6      | 7       | 8   | 9   | 10  | 11  | 12     | 13  | Posición | Puntos |
| ---- | ------------------------ | -------------------------- | ------- | ------- | ------ | ------- | ------ | ------ | ------- | --- | --- | --- | --- | ------ | --- | -------- | ------ |
| 2006 | Benito Guerra            | Mitsubishi Lancer Evo VIII | MEX 26  |         |        |         |        |        |         |     |     |     |     |        |     | -        | 0      |
| 2007 | Benito Guerra            | Mitsubishi Lancer Evo VIII | MEX Ret | ARG Ret |        |         |        |        |         |     |     |     |     |        |     | -        | 0      |
| 2008 | Benito Guerra            | Mitsubishi Lancer Evo VIII | MEX 14  |         |        |         |        |        |         |     |     |     |     |        |     | -        | 0      |
| 2009 | RMC Motorsport           | Mitsubishi Lancer Evo VIII | ESP 30  |         |        |         |        |        |         |     |     |     |     |        |     | -        | 0      |
| 2010 | Benito Guerra            | Mitsubishi Lancer Evo IX   | MEX 15  |         |        |         |        |        |         |     |     |     |     |        |     | -        | 0      |
| 2011 | Benito Guerra            | Mitsubishi Lancer Evo X    | MEX 11  | POR 18  | ARG 15 | FIN Ret |        | ESP 24 | GBR Ret |     |     |     |     |        |     | 26.º     | 2      |
| 2011 | Benito Guerra            | Mitsubishi Lancer Evo IX   |         |         |        |         | AUS 9  |        |         |     |     |     |     |        |     | 26.º     | 2      |
| 2012 | Benito Guerra            | Mitsubishi Lancer Evo X    | MEX 11  | ARG 11  | GRE 19 | NZL     | GER 16 | ITA 24 | ESP 18  |     |     |     |     |        |     | -        | 0      |
| 2013 | Citroën Racing           | Citroën DS3 WRC            | MON     | SWE     | MEX 8  | POR     | ARG    | GRE    | ITA     | FIN | DEU | AUS | FRA | ESP 14 | GBR | 24.º     | 4      |
| 2014 | M-Sport World Rally Team | Ford Fiesta RS WRC         | MON     | SWE     | MEX 6  | POR     | ARG    | ITA    | POL     | FIN | DEU | AUS | FRA |        |     | 17.º     | 8      |
| 2014 | Bas Motorsport           | Mitsubishi Lancer Evo X    |         |         |        |         |        |        |         |     |     |     |     | ESP 18 | GBR | 17.º     | 8      |

### Campeonato Mundial de Rally de Automóviles de Producción (PWRC)
| Año  | Equipo        | Vehículo                | 1   | 2     | 3     | 4       | 5     | 6     | 7       | 8     | Posición | Puntos |
| ---- | ------------- | ----------------------- | --- | ----- | ----- | ------- | ----- | ----- | ------- | ----- | -------- | ------ |
| 2011 | Benito Guerra | Mitsubishi Lancer Evo X | SUE | POR 4 | ARG 6 | FIN Ret | AUS 4 | ESP 3 | GBR Ret |       | 6.º      | 47     |
| 2012 | Benito Guerra | Mitsubishi Lancer Evo X | MON | MEX 1 | ARG 1 | GRE 4   | NZL   | GER 2 | ITA 8   | ESP 1 | 1st      | 109    |

### Campeonato de España de Rally de Asfalto
Nota: Estos resultados los obtuvo secundariamente como parte de su participación en la Copa PRR (ver sección Campeonato de España)
| Año  | Equipo         | Vehículo                | 1    | 2   | 3      | 4   | 5   | 6      | 7       | 8   | 9   | 10  | 11     | Posición | Puntos | Notas  |
| ---- | -------------- | ----------------------- | ---- | --- | ------ | --- | --- | ------ | ------- | --- | --- | --- | ------ | -------- | ------ | ------ |
| 2009 | RMC Motorsport | Mitsubishi Lancer Evo X | VILA | CAN | CAN 15 | RBX | RBX | FRR 16 | PRA Ret | LLA | SRM | CBR | MAD 24 | 51.º     | 11     | [ 60 ] |

### Producción Rally Racing (España)
| Año  | Equipo         | Vehículo                | 1      | 2     | 3     | 4     | 5      | 6       | 7     | 8     | 9     | 10     | Posición | Puntos | Notas  |
| ---- | -------------- | ----------------------- | ------ | ----- | ----- | ----- | ------ | ------- | ----- | ----- | ----- | ------ | -------- | ------ | ------ |
| 2009 | RMC Motorsport | Mitsubishi Lancer Evo X | CAN 15 | GUI 1 | LAN 1 | LAN 1 | FRR 16 | PRA Ret | ESP 2 | CAN 1 | CAN 1 | MAD 24 | 1º       | 129    | [ 35 ] |

### Campeonato de España de Rally de Tierra
| Año  | Equipo         | Vehículo                | 1     | 2     | 3     | 4     | 5     | 6     | 7     | Posición | Puntos | Notas  |
| ---- | -------------- | ----------------------- | ----- | ----- | ----- | ----- | ----- | ----- | ----- | -------- | ------ | ------ |
| 2009 | RMC Motorsport | Mitsubishi Lancer Evo X | HUE   | HUE 6 | HUE 5 | HUE 4 | HUE 2 | HUE 3 | HUE   | 4.º      | 80     |        |
| 2010 | RMC Motorsport | Mitsubishi Lancer Evo X | HUE 1 | POZ 4 | POZ 3 | GUI 2 | CAN 1 | RIO 1 | RIO 2 | 1º       | 217    | [ 60 ] |

## Equipos
En sus inicios, Guerra Jr. financiaba su participación con recursos propios y corría bajo el nombre de equipo "Guerra Jr". En 2006 se integró al equipo TP Motorsport, con el que ganó el campeonato en ese año y del cual fue excluido una temporada más tarde por diferencias en las prestaciones económicas buscadas por Guerra Jr. y las ofrecidas por el equipo. Posteriormente continuó participando en diferentes justas con el nombre de equipo original Guerra Jr. Esto incluyó la puesta en marcha de su escuela de rallismo.
En sus participaciones en el Campeonato Español de Rallies de Tierra en 2007 y 2008, Guerra Jr. contó con el apoyo del equipo Quattro rally. En las temporadas 2009 y 2010 del mismo campeonato, formó parte del equipo RMC Motorsport.
En 2011 firmó un contrato con el equipo italiano GMA, con el cual participaría durante esa temporada en el PWRC. Sin embargo, a media temporada fue invitado a correr para el equipo Ralliart Italia en el Rally de Australia de ese año, en el que a la postre sería su mejor rally de esa temporada. Por esa razón tuvo que dejar las filas de GMA y para las dos últimas carreras de la temporada contó con el apoyo del equipo RMC Mitsubishi Ralliart de España.
En la temporada 2012 del mismo campeonato participó completamente con el Ralliart Italia, con quien alcanzó su primer campeonato mundial.
El 29 de junio de 2012 Guerra Jr. presentó el equipo profesional de rallies BGR (Benito Guerra Racing) en la ciudad de Oaxaca, al sureste de México. Este equipo participa en el Campeonato Mexicano de Rally y cuenta con dos tripulaciones. En su participación en el Rally de la Media Noche 2012, Guerra Jr. corrió como tercera tripulación de su equipo.
A partir de la temporada 2013 correrá con el equipo Citroën Racing.

## Otras actividades
En 2004 Guerra Jr. fue piloto oficial de pruebas en la Pista Pegaso en Toluca (Estado de México) paralelamente a su participación en el Campeonato Mexicano de Rally
En la temporada 2005 continuó su experiencia como instructor en la Pista Pegaso y también lo hizo para Renault Sport y Off Road México. Adicionalmente, inició su labor como instructor para Pirelli Driving School, junto al campeón nacional de rally Erwin Richter.
En la temporada 2006 dedicó más tiempo a su preparación en el rally y solo fue instructor para Pirelli.
Durante su primer año en España trabajó como ayudante de mecánico de su equipo.